# Rhythm + Flow
Rhythm + Flow è un reality musicale prodotto da Netflix, presentato in anteprima il 9 ottobre 2019. È il primo talent show musicale originale Netflix.

## Il programma
Nel talent show gli artisti hip hop Cardi B, Chance the Rapper e Tip "T.I." Harris sono i tre giudici che ascoltano e giudicano gli emergenti rapper statunitensi, che sono in competizione per vincere un premio di 250000 $. Nei vari episodi, i tre rapper sono affiancati da giudici ospiti, che forniscono ai concorrenti un feedback aggiuntivo oltre al giudizio decisivo dei giudici.

## Sviluppo
Rhythm + Flow è il primo show di genere talent show sviluppato da Netflix . È inoltre il primo importante programma di competizione musicale riguardante solamente il genere hip hop. Poiché Netflix non è soggetto alle stesse norme di censura della televisione statunitense, ai concorrenti non è stato chiesto di censurare le volgarità nei loro testi.
Al posto di un contratto discografico, tipico premio utilizzato in altre competizioni musicali, al vincitore viene dato un premio in denaro di 250000 $.
Il 24 marzo 2020, Netflix ha confermato una seconda stagione per il reality e i tre giudici saranno gli stessi della prima. Per ora sembra che la seconda edizione dello show uscirà durante il 2021, potrebbe però verificarsi un ritardo nella realizzazione di essa a causa della Pandemia di COVID-19.

## Giudici
- Cardi B, rapper, cantante, attrice e personaggio televisivo statunitense
- Chance the Rapper, rapper, cantante, cantautore, attore e attivista statunitense
- T.I., rapper, produttore discografico, cantautore, attore e imprenditore statunitense

## Concorrenti
| Nome               | Risultato |
| ------------------ | --------- |
| D Smoke            | Vincitore |
| Flawless Real Talk | 2°        |
| Londynn B          | 3°        |
| Troyman            | 4°        |
| Caleb Colossus     | 5°        |
| Sam Be Yourself    | 6°        |
| Ali Tomineek       | 7°/8°     |
| Big Mouf'bo        | 7°/8°     |

## Stagioni

### Stagione 1
| N° | Titolo                  | Giudici ospiti                                               | Data di distribuzione | Durata |
| -- | ----------------------- | ------------------------------------------------------------ | --------------------- | ------ |
| 1  | Audizioni a Los Angeles | Snoop Dogg, Anderson Paak                                    | 9 ottobre 2019        | 57'    |
| 2  | Audizioni a New York    | Fat Joe, Jadakiss                                            | 9 ottobre 2019        | 52'    |
| 3  | Audizioni ad Atlanta    | Killer Mike, Quavo, Big Boi                                  | 9 ottobre 2019        | 52'    |
| 4  | Audizioni a Chicago     | Twista, Royce Da 5'9'', Lupe Fiasco                          | 9 ottobre 2019        | 54'    |
| 5  | Cypher                  | —                                                            | 16 ottobre 2019       | 51'    |
| 6  | Rap Battle              | Smack                                                        | 16 ottobre 2019       | 53'    |
| 7  | Video musicali          | —                                                            | 16 ottobre 2019       | 1h 30' |
| 8  | Campionamenti           | DJ Khaled                                                    | 23 ottobre 2019       | 53'    |
| 9  | Collaborazioni          | Miguel, Ty Dolla $ign, Jhené Aiko, Tory Lanez, Teyana Taylor | 23 ottobre 2019       | 55'    |
| 10 | La finale               | Hit-Boy, Tay Keith, London on da Track, Sounwave             | 23 ottobre 2019       | 1h 9'  |

## Distribuzione
I primi quattro episodi di Rhythm + Flow sono stati pubblicati il 9 ottobre 2019, su Netflix. Altri tre episodi sono stati resi disponibili il 16 ottobre, infine, gli ultimi tre il 23 ottobre. Rhythm + Flow ha scelto di pubblicare gli episodi tre alla volta e non la stagione intera per rendere il formato simile ad uno show televisivo tradizionale di competizione musicale facendo sì che non si sarebbe saputo subito chi avrebbe vinto.

## Riconoscimenti
- NAACP Image Award al miglior reality show (2019)